# Табачный капитан
«Табачный капитан» — советский художественный телевизионный цветной фильм, снятый режиссёром Игорем Усовым на киностудии «Ленфильм» в 1972 году по мотивам одноимённой пьесы Н. А. Адуева.
Фильм снят по заказу Государственного комитета Совета Министров СССР по телевидению и радиовещанию.
Телевизионная премьера фильма в СССР состоялась 31 декабря 1972 года.

## Сюжет
Музыкальная комедия на историческую тему по мотивам одноимённой комедии Н. Адуева. Царь Пётр Алексеевич отправляет молодого знатного боярина Антона Свиньина вместе с холопом Ивашкой в голландский город Амстердам для обучения «делу навигацкому» и другим точным наукам. Вместо ленивого барчука, с трудом усвоившего пять чужеземных слов, постигал науки сметливый Ивашка. Но вот настало время в Россию возвращаться и ответ держать…

## В ролях
- Владлен Давыдов — Пётр Первый
- Наталья Фатеева — Любовь Карповна Смурова (вокал — Гертруда Юхина)
- Николай Трофимов — думный дьяк Акакий Львович Плющихин
- Сергей Филиппов — купец Карпий Савельевич Смуров, торговец парусиной
- Людмила Гурченко — мадам Ниниш, хозяйка гостиницы «Лев и кастрюля»
- Георгий Вицин — мсье Мутон, шеф-повар из «Льва и кастрюли» (роль озвучил Алексей Кожевников)
- Евгений Шапин — «табачный капитан» Иван, ключник боярыни Свиньиной и слуга её сына, позже дворянин Иван Иванов (роль озвучил Александр Демьяненко)
- Елена Андерегг — боярыня Ненила Варфоломеевна Свиньина
- Виктор Кривонос — боярский сын Антон Яковлевич Свиньин
- Марина Полицеймако — Гликерия Капитоновна Жулёва
- Пантелеймон Крымов — иностранец-корабельщик Ван Блазиус
- Владимир Таренков — иностранец-корабельщик
- Анатолий Столбов — купец-лесоторговец Капитон Сидорович Жулёв
- Андрей Давыдов — граф Алексей Корсаков (роль озвучил Игорь Ефимов)
- Александр Жданов — Фимка, слуга боярыни Свиньиной
- Николай Полищук — молодой повар Кеке, помощник мсье Мутона

## Съёмочная группа
- Сценарий — Владимира Воробьёва
- Режиссёр-постановщик — Игорь Усов
- Главный оператор — Александр Дибривный
- Главный художник — Игорь Вускович
- Композитор — Игорь Цветков
- Текст песен — Яковa Голякова